# Shezë
Shezë è una frazione del comune di Peqin in Albania (prefettura di Elbasan).
Fino alla riforma amministrativa del 2015 era comune autonomo, dopo la riforma è stato accorpato, insieme agli ex-comuni di Gjocaj, Karinë, Pajovë e Përparim a costituire la municipalità di Peqin.

## Località
Il comune era formato dall'insieme delle seguenti località:
- Sheze e Madhe
- Karthneke
- Sheze e Vogel
- Pekisht
- Trash
- Algjinaj
- Gryksh i Voge